# Elof
Elof (selten: Elov) ist ein männlicher Vorname, der sich von dem altnordischen Eilífr mit der Bedeutung „der ewig Lebende“ ableitet. Er wird vor allem in Schweden, Finnland und Norwegen vergeben und kennt zahlreiche Varianten gleichen Ursprungs wie Ellef, Ellev, Eiliv, Eilif oder Eluf. Der patronymisch gebildete Familienname zu Elof lautet Elofsson; analog zu den Varianten auch Ellefsen, Ellefson oder Eilifsen.

## Namensträger
- Albrecht Elof Ihre (1797–1877), schwedischer Politiker und Diplomat
- Carl Elof Svenning (1904–1984), schwedischer Autor
- Elof Adolphson (1897–1972), schwedischer Komponist
- Elof Andersson (1873–1940), schwedischer Politiker
- Elof Axel Carlson (* 1931), US-amerikanischer Genetiker und Hochschullehrer
- Elof Berglöf (1828–1914), schwedischer Politiker
- Elof Biesèrt (1862–1928), schwedischer Politiker
- Elof Ericsson (1887–1961), schwedischer Politiker
- Elof Eriksson (1883–1965), schwedischer antisemitischer Autor
- Elof Hällgren (1887–1973), schwedischer Politiker
- Elof Hellquist (1864–1933), schwedischer Linguist und Hochschullehrer
- Elof Lindberg (1891–1957), schwedischer Politiker
- Elof Lindström (1897–1988), schwedischer Speerwerfer
- Elof Ljunggren (1869–1953), schwedischer Politiker
- Elof Risebye (1892–1961), dänischer Maler und Hochschullehrer
- Elof Steuch (1687–1772), schwedischer Philologe und Hochschullehrer
- Elof Tegnér (1844–1900), schwedischer Historiker
- Elof Wallquist (1797–1857), schwedischer Chemiker und Hochschullehrer
- Elof Westergaard (* 1962), dänischer Geistlicher, Bischof von Ribe
- Elov Persson (1894–1970), schwedischer Comic-Autor
- John Elof Boodin (1869–1950), US-amerikanisch-schwedischer Philosoph und Autor